# 右田毛利家
右田毛利家（みぎたもうりけ）は、毛利家の庶流にあたる武家・士族・華族だった家。江戸時代には長州藩の一門家老家で、維新後ははじめ士族、後に華族の男爵家。

## 概要
毛利元就の七男・毛利元政（天野元政）を祖とし、関ヶ原の戦いの後周防三丘（現在の山口県周南市）に1万石を与えられたが、元政の嫡男である元倶が同じく一門家老であったと宍戸家と領地を交換し、1625年（寛永2年）に周防右田（現在の山口県防府市）に移封され1万7000石を知行した。以降は右田毛利と言われ、長州藩の一門家老となる。なお、家格は一門家老中では、宍戸家に次ぐ。
右田毛利家の居館は現在の上右田地域にあった（館や遺構は現存していないが、その名残として山口県道24号防府徳地線沿いにある防長交通のバス停留所が「右田毛利邸前」となっている）。また、右田毛利家が清和源氏の流れを汲むことから、右田ヶ岳の山麓にあった総受寺を天徳寺と改めて、菩提寺に定めている。
2代当主元倶は、1628年（寛永5年）に郷校時観園（じかんえん）を建てて家臣の子供の学問を奨励した（儒学者の滝鶴台（たきかくだい）などが教師を務めていた）。
幕末維新期の当主親信は戊辰戦争で戦功を上げた。明治維新後は当初士族となったが、1897年（明治30年）10月27日に当時の当主祥久が父親信の功により華族の男爵に叙された。。
その子重雄の代に右田毛利男爵家の邸宅は山口県佐波郡右田村にあった。

## 歴代当主
- 初代・天野元政
- 2代・毛利元倶
- 3代・毛利元法
- 4代・毛利就信
- 5代・毛利広政
- 6代・毛利広信
- 7代・毛利広定
- 8代・毛利就任
- 9代・毛利房良
- 10代・毛利房顕
- 11代・毛利元亮（元統）
- 12代・毛利親信
- 13代・毛利祥久
- 14代・毛利重雄
- 15代・毛利祥允
- 16代・毛利祥元